# بيلي مارتن
إيزابيلا صوفي تويدلي (بالإنجليزية: Billie Marten)‏ (من مواليد 27 مايو 1999)، تستخدم أسمها الفني بيلي مارتن.
هي مغنية وكانبة أغاني من  ريبون في شمال يوركشاير. كان أول ظهور لها عندما كانت بعمر الحادية عشرة عندما نشرت مقطع فيديو على موقع يوتيوب وهي تقوم الغناء وجذبت الآلاف من المشاهدات. لقد صدر لها أول ألبوم في سن الخامسة عشرة في عام 2014،
و ثاني ألبوم في وقت لاحق من السنة. في نهاية عام 2015 تم ترشيحها لجائزة بي بي سي صوت 2016 الجائزة.

## حياتها المبكرة
إيزابيلا (أو «بيلي») تويدلي ولدت في 27 أيار / مايو 1999 في ريبون في شمال يوركشاير. بدأت العزف على الجيتار والغناء عندما كانت في السابعة أو الثامنة. وفي عمر التاسعة من عمرها كان لديها قناة على يوتيوب التي تنشر فيها مقاطع لها وهي تغني.

## مهنة الموسيقى
في أيار / مايو 2014 قبل عيد ميلادها الخامس عشر، بيلي مارتن أصدرت أغنية «الشريط» عبر برنامج بربري' كرأيشن. كتبت هذه الأغنية مع فيونا بيفان العام السابق. 
في تشرين الثاني / نوفمبر 2015 تم ترشيحها لجائزة بي بي سي الصوت عام 2016.

## الحياة الشخصية
مارتن تحب حيوان ألبك وقد أعربت عن رغبتها في «شراء الألبكة». فقد قالت «لدي هاجس غريب نحو الألبكة، لا أستطيع شرح ذلك. أعتقد أنها جميلة وأنا أحبها».

## الألبومات

### الألبومات المصغرة
| العنوان | تفاصيل الألبوم                                                                              |
| ------- | ------------------------------------------------------------------------------------------- |
| الشريط  | - صدر في: 23 يونيو 2014 - الشركة: اللبن المسكوب للتسجيلات - الصيغة: تحميل الرقمي            |
| طالما   | - صدر في: 13 تشرين الثاني / نوفمبر 2015 - الشركة: شيس كلاب - الصيغة: 10" الفينيل تحميل رقمي |

### الأغاني
| العام | العنوان         | الألبوم |
| ----- | --------------- | ------- |
| 2014  | "الشريط"        | الشريط  |
| 2015  | "الطقس ثقيل"    |         |
| 2015  | "الطيور"        | طالما   |
| 2016  | "الحليب والعسل" |         |

## أشرطة الفيديو والموسيقى
| العنوان    | العام | المخرج          | المرجع. |
| ---------- | ----- | --------------- | ------- |
| "الشريط"   | 2014  | –               | [ 13 ]  |
| "طقس ثقيل" | 2015  | دانيال بارودلي  | [ 14 ]  |
| "الطيور"   | 2015  | فرانكلين البنوك | [ 15 ]  |

## الجوائز والترشيحات
| العام | المنظمة  | الجائزة     | النتيجة |
| ----- | -------- | ----------- | ------- |
| 2016  | بي بي سي | صوت 2016... |         |

## وصلات خارجية
- بيلي مارتن على موقع ميوزك برينز (الإنجليزية)
- بيلي مارتن على موقع أول ميوزيك (الإنجليزية)
- بيلي مارتن على موقع ديسكوغز (الإنجليزية)